# Simeon (Jerusalem)
Simeon († 107 in oder bei Jerusalem) auch Simeon bar Kleophas  zu dem Aramäischen „Qlopha (קלופא)“ war der zweite Bischof von Jerusalem und ein Märtyrer und Heiliger.

## Identität
Eusebius von Caesarea berichtet in seiner Kirchengeschichte, dass Simeon bei seinem Martyrium, das auf das Jahr 107 datiert wird, ein 120 Jahre alter Greis gewesen sei, sodass er 13 v. Chr. geboren wäre. Die genaue Identität des Simeon war unter Kirchenhistorikern immer wieder umstritten. Hegesippus, der im 2. Jahrhundert lebte, nennt ihn einen Sohn des Klopas, Simeon bar Kleophas (שמעון בר קלופא) der ein Bruder des biblischen Josef gewesen ist. Damit wäre Simeon ein Vetter Jesu. Simeon wurde allerdings auch mit dem „Herrenbruder“ Simon aus Mk 6,3  identifiziert. In jedem Fall dürfte seine Verwandtschaft zu Jesus eine Rolle gespielt haben, als nach der Steinigung von Jakobus dem Gerechten (um 62), der der Jerusalemer Urgemeinde vorstand und selbst als „Bruder des Herren“ bezeichnet wurde, ein Nachfolger gesucht wurde. Dabei konnte sich Simeon gegen einen Thebutis durchsetzen.

## Bischofsamt und Martyrium
Die Apostelgeschichte befasst sich für die Zeit nach dem Apostelkonzil vor allem mit den Missionsreisen des Paulus, sodass aus ihr wenig über die Zustände in der Jerusalemer Gemeinde erhellt, die aber wohl weiterhin eine Vorrangstellung genoss. So lässt Paulus für die Christen in Jerusalem eine Kollekte sammeln. Zugleich aber wurden die Unterschiede zwischen den „judaistischen“ Judenchristen, zu denen auch Jakobus und Simeon zählten, und den Hellenisten, die eine Tempelkritik vertraten und beim Apostelkonzil die Zulassung der christlichen Heidenmission durchsetzten, zunehmend deutlicher. 
Mit Beginn des Jüdischen Krieges war die Jerusalemer Gemeinde gezwungen, ihre Heimatstadt zu verlassen und floh nach Pella (Entwicklung der Gemeinde). Sie kehrte nach der Zerstörung des Jerusalemer Tempels im Jahre 70 zurück (Eroberung von Jerusalem (70 n. Chr.)). Inzwischen entstanden aber durch die Mission innerhalb des Römischen Reiches immer neue Gemeinden, sodass die Jerusalemer Gemeinde zunehmend in den Hintergrund gedrängt wurde. Mit der Hinrichtung des Simeon im Jahr 107, die unter Kaiser Trajan und auf Befehl des Proconsuls Atticus erfolgt ist, wurde die Gemeinde erneut geschwächt, sein Nachfolger wurde Justus I., ’Ιούστος. Ihm folgte dann um das Jahr 111 n. Chr. Zachäus.
Weitere rund 30 Jahre später erfolgte praktisch die vollständige Auflösung der Jerusalemer Gemeinde im Zusammenhang mit dem Bar-Kochba-Aufstand (132–135) und erst unter Narcissus ist um 200 wieder eine nennenswerte Tätigkeit der christlichen Gemeinde der Stadt zu verzeichnen.

## Gedenken
Simeon wird als Heiliger verehrt, sein Gedenktag ist der 18. Februar in der katholischen und der 27. April in der griechisch-orthodoxen Kirche.